# Nueva Alianza (Morropón)
Nueva Alianza es una localidad peruana ubicada en el distrito de Chalaco, perteneciente a la provincia de Morropón del departamento de Piura, al norte del Perú. 

## Ubicación
Nueva Alianza se ubica al norte de la provincia de Morropón, en el distrito de Chalaco, en el departamento de Piura.

## Demografía
En 2017 Nueva Alianza tenía una población de 51 habitantes.
| Gráfica de evolución demográfica de Nueva Alianza entre 1993 y 2017 |
|                                                                     |
| Fuentes: Población 1993 y 2017                                      |